# Архедам
Архедам е предводител на етолийските войски във Втората македонска война. През 199 г. пр. Хр. проваля опита на македонския цар Филип V да завладее град Тавмаки в южна Тесалия. Две години по-късно командва конницата в битката при Киноскефале.
По време на войната с Рим през 191 г. пр. Хр. Архедам преговаря за примирие с консула Марк Ацилий Глабрион.
Набеден за враг на Рим, през 169 г. пр. Хр. е принуден да бяга от Етолия и намира политическо убежище в Македония при сина на Филип V Персей. Не е известно какво се случва с него след битката при Пидна, в която римляните разгромяват Персей.